# Chungha
Kim Chung-ha, född 9 februari 1996 i Seoul i Sydkorea, är en sydkoreansk sångare och dansare mest känd under artistnamnet Chungha. Hon var medlem i artistgruppen I.O.I, som skapades i programserien "Produce 101". Hon debuterade som soloartist i juni 2017 med EP:n Hands on Me.

## Karriär

### 1996–2015: Före Produce 101
Chungha föddes i Seoul men flyttade till Dallas i Texas och bodde där i åtta år. Därefter flyttade hon till Sydkorea för att bli artist. Hon gjorde audition för YG Entertainment, ett sydkoreanskt skivbolag, men blev "trainee" under JYP Entertainment. Hon lämnade senare JYP Entertainment och blev "trainee" under MNH Entertainment istället.

### 2016–2017: Produce 101 och karriär med I.O.I
I januari 2016 sändes det första avsnittet av Produce 101. Chungha representerade MNH Entertainment. Det var totalt 11 avsnitt, 101 tävlande och 11 platser i den slutliga gruppen, I.O.I. Chungha klarade sig till finalen, det sista avsnittet. Hon slutade på en fjärde plats av 101 tävlande. Den fjärde maj 2016 debuterade Chungha i gruppen I.O.I. I slutet av januari 2017 splittrades I.O.I och de 11 medlemmarna gick tillbaka till sina skivbolag.

### 2017– Solokarriär
I slutet av 2016 berättade MNH Entertainment att Chungha skulle debutera som soloartist. I april 2017 släppte Chungha sin första sololåt kallad "Week" som skulle inkluderas i hennes första EP. I juni 2017 debuterade hon solo med EP:n Hands on Me. Sedan dess har hon släppt ytterligare tre EP och ett album.
År 2018 släpptes låten "Wow Thing", tillsammans med Jeon Soyeon, SinB och Seulgi. Januari 2019 var första gången som Chungha kom etta i ett musikprogram i Sydkorea, med låten "Gotta Go". I december 2019 publicerade Billboard en lista på de 25 bästa K-Poplåtarna 2019 och Chunghas "Gotta Go" blev trea. Den kom även på hundrade plats i Billboards lista för de bästa K-Poplåtarna för 2010-talet.
I mars 2020 tecknade Chungha kontrakt med det amerikanskta skivbolaget ICM Partners. I april samma år släppte Chungha sin första singel från sitt kommande album, singeln "Stay Tonight". I juli släpptes nästa singel "Play". I november släppte hon en låt tillsammans med R3hab, kallad "Dream of You". Denna låt skulle även inkluderas i hennes första album. Albumet blev försenat på grund av att Chungha i början av december testades positivt för Covid-19. I februari 2021 släpptes albumet "Querencia". Den fjärde maj 2021 firade Chungha, och resten av I.O.I, att det var fem år sedan de debuterade, genom en livestream.